# Okay Awesome
"Okay Awesome" (o traducido como "Okay, qué alucinante") es el quinto episodio de la serie de televisión How I Met Your Mother. Se emitió por primera vez el 17 de octubre de 2005. El episodio fue escrito por Chris Miller y fue dirigido por Pamela Fryman.

## Reparto
| - Josh Radnor como Ted Mosby. - Jason Segel como Marshall Eriksen. - Cobie Smulders como Robin Scherbatsky. - Neil Patrick Harris como Barney Stinson. - Alyson Hannigan como Lily Aldrin. - Bob Saget como Futuro Ted Mosby. (Voz, No acreditado) - Lyndsy Fonseca como Penny Mosby. (la futura hija de Ted) - David Henrie como Luke Mosby. (el futuro hijo de Ted) | - Ryan Raddatz como Chris - Jayma Mays como la chica de los abrigos - Samm Levine como Phil - Rob Evors como Bradley - Joshua Zisholtz como Chris - Vanessa Lee Evigan como Kelly - Michelle Noh como Claire - Kyle Bornheimer como Austin - Stephen Keys como Nuevo guardia - Sebastian Siegel como el Bartender - Kristin Denehy como Leslie |

## Trama
Robin ha sido invitada al club "Okay". Ted y Barney se ponen de acuerdo en ir, pero Marshall y Lily serán anfitriones de una fiesta de una cata de vinos pues así comienzan a ser más maduros. Ted y Barney van al club; Ted ha arreglado en conocer a la amiga de Robin, Kelly, mientras que Barney decide encontrar a una chica y estar con ella toda la noche.
Marshall se aburre en la cata de vinos, y escapa por la ventana del baño (aunque Ted disputa esto). Mientras tanto, Robin no puede entrar al área VIP a pesar de que está invitada allí. Sale del club para llamar al propietario para intentar entrar al área VIP, y deja que Marshall entre al club. Sin embargo, Robin no puede entrar de nuevo por un guardia nuevo que está en la puerta. Ted se prepara para irse después que arruina sus chances con Kelly, pero se queda un poco más cuando llega Marshall. Ambos beben cerveza, pero debido a un dolor de muela, Marshall tiene dolor. Ted se dirige al área de los abrigos y termina saliendo con la chica que trabaja allí, mientras Marshall encuentra a Barney, quién le sugiere que vaya al baño para buscar alguna aspirina. El Ted del futuro dice que no está seguro lo que sucedió allí, pero cuando Marshall sale del baño, no tiene más dolor.
Mientras tanto, Lily va al club, al haber escapado de su fiesta al haber llamado a Marshall y escuchar música en el club. Robin convence a Lily que no tiene que ser madura como las otras parejas, mientras Lily convence a Robin que muestre sus pechos para poder entrar al club.
Adentro, Barney ha descubierto que la chica con que ha estado bailando toda la noche es su prima Leslie. Barney intenta irse, pero ya que Robin y Lily han regresado, se quedan un rato, y Marshall y Lily bailan en el club, mientras Robin, Ted, y Barney observan.

## Continuidad
- Marshall baila como robot, también lo hizo en el episodio Pilot